# شاه‌پسند (گیاه)
شاه‌پسند یا وربنا آفیسینالیس (نام علمی: Verbena officinalis) نام یک گونه از سرده گل شاه‌پسند است.